# Стівен Пінаар
Сті́вен Піна́ар (англ. Steven Pienaar, нар. 17 березня 1982, Йоханнесбург, ПАР) — південноафриканський футболіст, півзахисник англійського «Сандерленда» та, в минулому, національної збірної ПАР.

## Клубна кар'єра
Стівен Пінаар виступав за місцеві дитячо-юнацькі команди своєї провінції, а згодом цього перспективного юнака запросили до відомої в південній Африці академії голландського Аяксу з подальшими виступами в «Аякс Кейптаун», згодом його перевели до основної команди «Аякс», в якій він досягнув значних кар'єрних успіхів. А в 2006 році Стівен підписав свій повноцінний контракт з німецькою «Боруссією» з Дортмунда, але закріпитися в основі він не зумів, тому постав перед вибором — сидіти на заміні чи спробувати себе в іншій команді. Тому в 2007 році його було віддано в оренду до Англії в «Евертон», саме в цій команді розкрилися задатки цього гравця, тому на настпупний сезон клуб викупив його контракт в дортмунців, і Стівен став повноцінним гравцем ліверпульців. 
Учасник фінальної частини 19-го Чемпіонату світу з футболу 2010 в Південно-Африканській Республіці, лідер й капітан команди тої епохи.

## Титули і досягнення
- Чемпіон Нідерландів (2):

«Аякс»: 2001-02, 2003-04
- Володар Кубка Нідерландів (2):

«Аякс»: 2001-02, 2005-06
- Володар Суперкубка Нідерландів (2):

«Аякс»: 2002, 2005